# Sinagoga y Museo judío de Asti
La sinagoga de Asti es una sinagoga ubicada en un edificio del siglo XVIII de la Via Ottolenghi (antiguo distrito de San Bernardino) en Asti, Italia. También incluye un museo judío.

## Los judíos en Asti
Es probable que la mayoría de los judíos de Asti llegaran en el siglo XVI, tras la diáspora de 1492, desde España, Provenza y el Rin. Se ubicaron a lo largo de la Via Aliberti, en el distrito de San Secondo, y algunos callejones adyacentes al sur.
La sinagoga de la comunidad en esa época debió de ser parte del centro comunitario en el corazón del barrio judío, y desempeñaba no solo funciones religiosas, sino también civiles y asistenciales como, por ejemplo, las escrituras de compraventa, o resolviendo las disputas entre miembros de la comunidad. Hasta el día de hoy, el edificio sigue contando con muebles de madera y tela de los siglos XVI y XVII.
La evidencia más antigua del edificio primitivo se remonta a 1601: se trata de una queja del obispo de Asti sobre la "demasiada" proximidad de la sinagoga de los judíos a las iglesias de San Secondo y San Bernardino. Antes de esa fecha, es probable que una habitación puesta a disposición por una familia particular en su propio alojamiento sirviera como oratorio común, como se documenta a principios de 1599. 
Cuando cayeron las barreras del gueto en 1848, se hizo necesaria una renovación de la sinagoga. Los trabajos se llevaron a cabo bajo la dirección del topógrafo Carlo Benzi, ya autor de algunos edificios en Asti, y con la financiación de las familias Artom y Ottolenghi. Con la expropiación de algunas casas adyacentes, fue posible crear el recinto delimitado por un portón y levantar un nuevo ala a la derecha, ampliando así el matroneo (una logia elevada especial reservada para las mujeres, que debían permanecer separadas de los hombres).

## Descripción

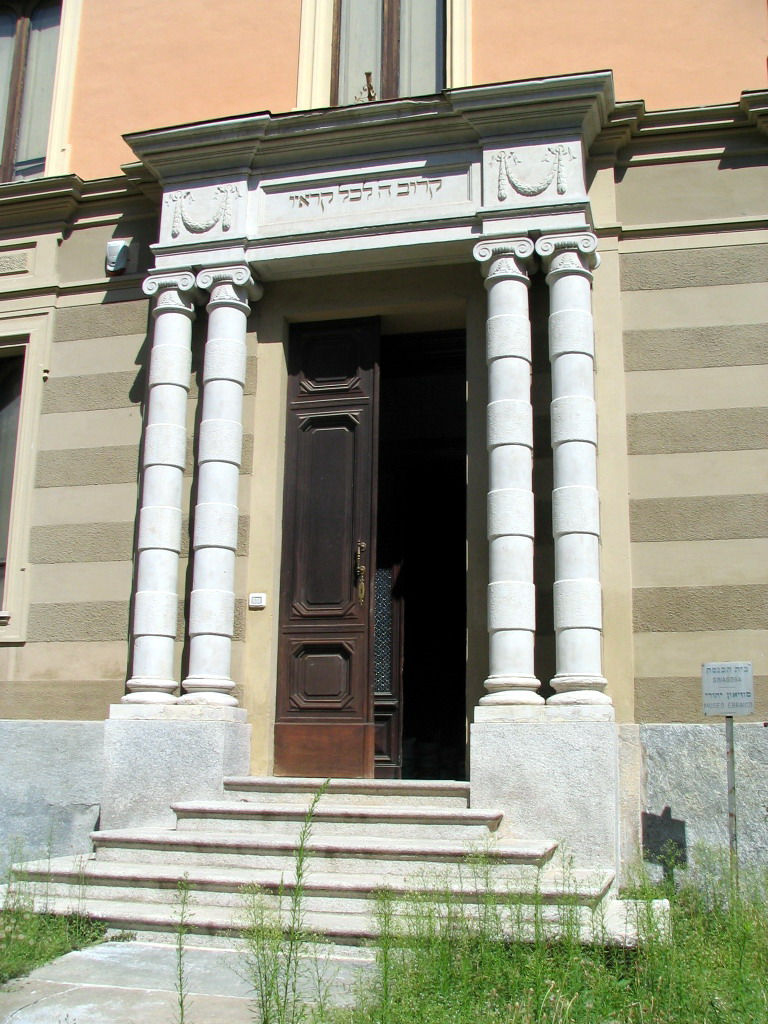
Entrada

Si bien la sinagoga de Asti es artísticamente inferior a las de Turín, Alessandria y Casale Monferrato, mantiene una impronta estilística original. En el templo actualmente hay una sencilla fachada neoclásica, con un portal enmarcado por cuatro columnas jónicas que sostienen un frontón con una inscripción auspiciosa. En el interior, un vestíbulo, en el lado izquierdo del cual se encuentra el acceso al coro y al "pequeño templo" (sala reservada para ritos menores y cubierta con placas conmemorativas de la comunidad), en el lado derecho encontramos el acceso a la escaleras del matroneo. 
Delante hay un espacio cuadrangular, dividido en tres naves, con bóvedas de cañón. En el centro una pequeña cúpula que descansa sobre cuatro columnas de imitación de mármol. La mayoría de los escritorios de nogal macizo tienen una placa grabada con el nombre o número del dueño del lugar (la venta del asiento "permanente" fue una fuente importante de financiamiento para la comunidad).
El presbiterio contiene una mesa para textos sagrados y unos soportes de madera para la lectura de la Torá, en la parte inferior el Aròn Ha-Brit o Arca Sagrada, obra del taller Bonzanigo y obra maestra de ebanistería realizada en 1809: es un armario empotrado compuesto por ocho paneles tallados y dorados; cada panel tiene un símbolo diferente:
- La Menorá (Candelabro de siete brazos)
- El Aron Ha-Brit (Arca de la Alianza)
- La Mesa con 12 panes de la proposición.
- El Altar con la llama
- El Altar de inciensos (se usa para quemar incienso en granos y esencias)
- Los jarrones con agua lustral
- Las frutas
- Una mano vertiendo agua de purificación de una jarra en una palangana

Sobre una inscripción:
«Sepa, frente a quien tu estas, esta es la puerta del Señor, los Justos entrarán por ella.»
En el interior, un compartimento estrecho alberga los rollos de la Torá y los "sefarim", recubiertos con vestiduras de seda con bordados de oro y plata (me'ilim). Algunos pergaminos se remontan al siglo XVIII.

## Galería de imágenes

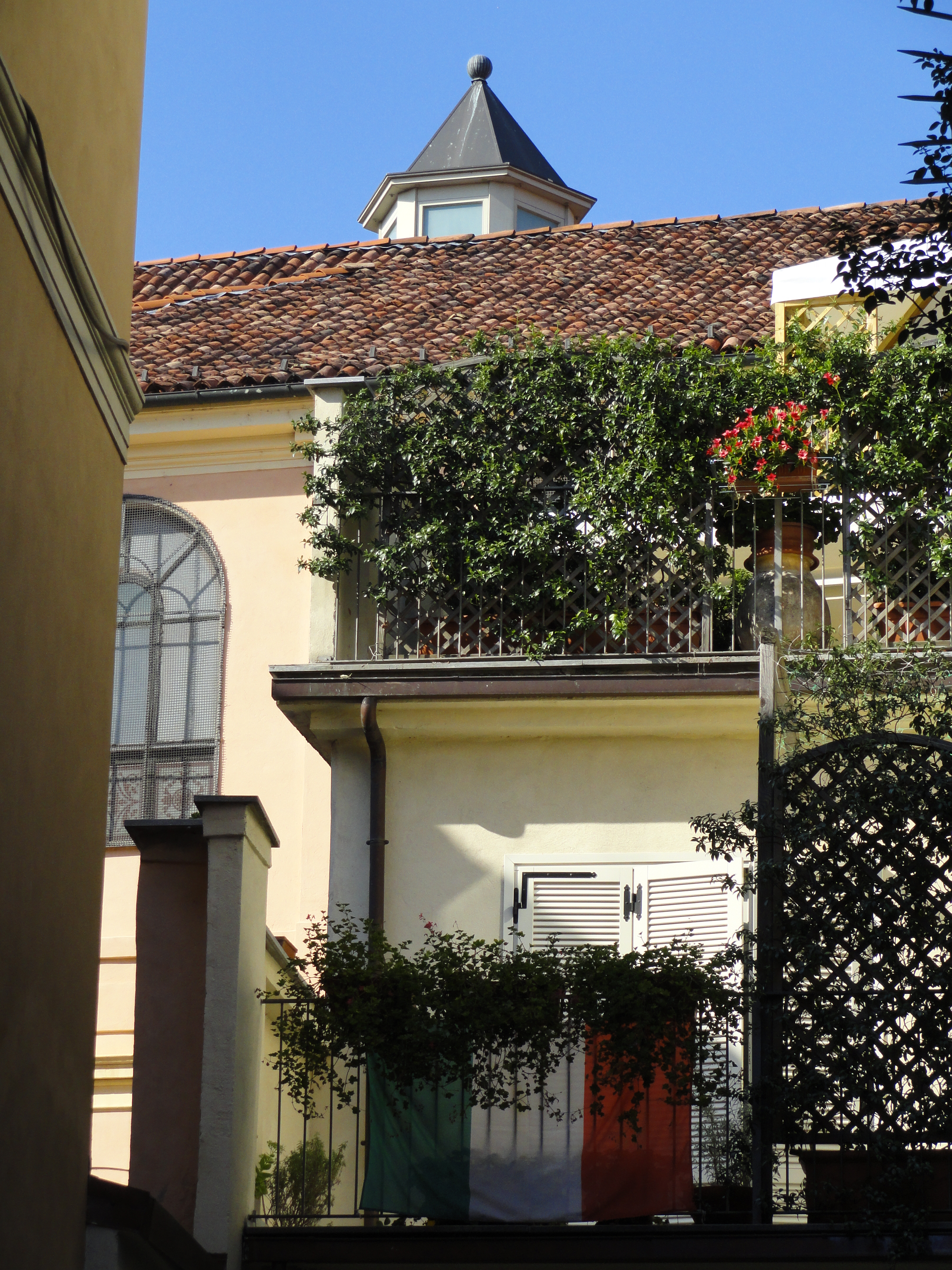
Vista lateral de la sinagoga
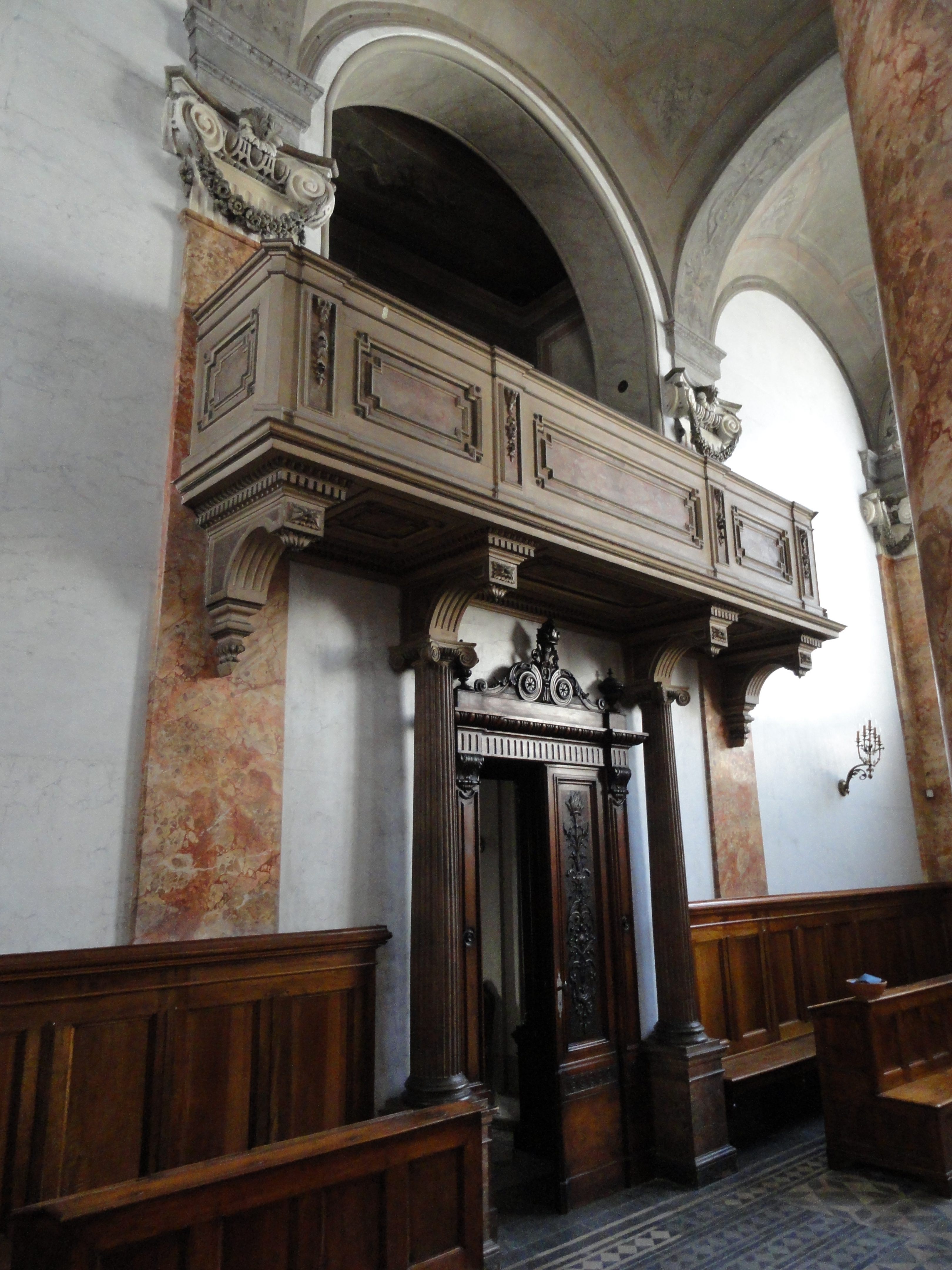
El interior de la sinagoga
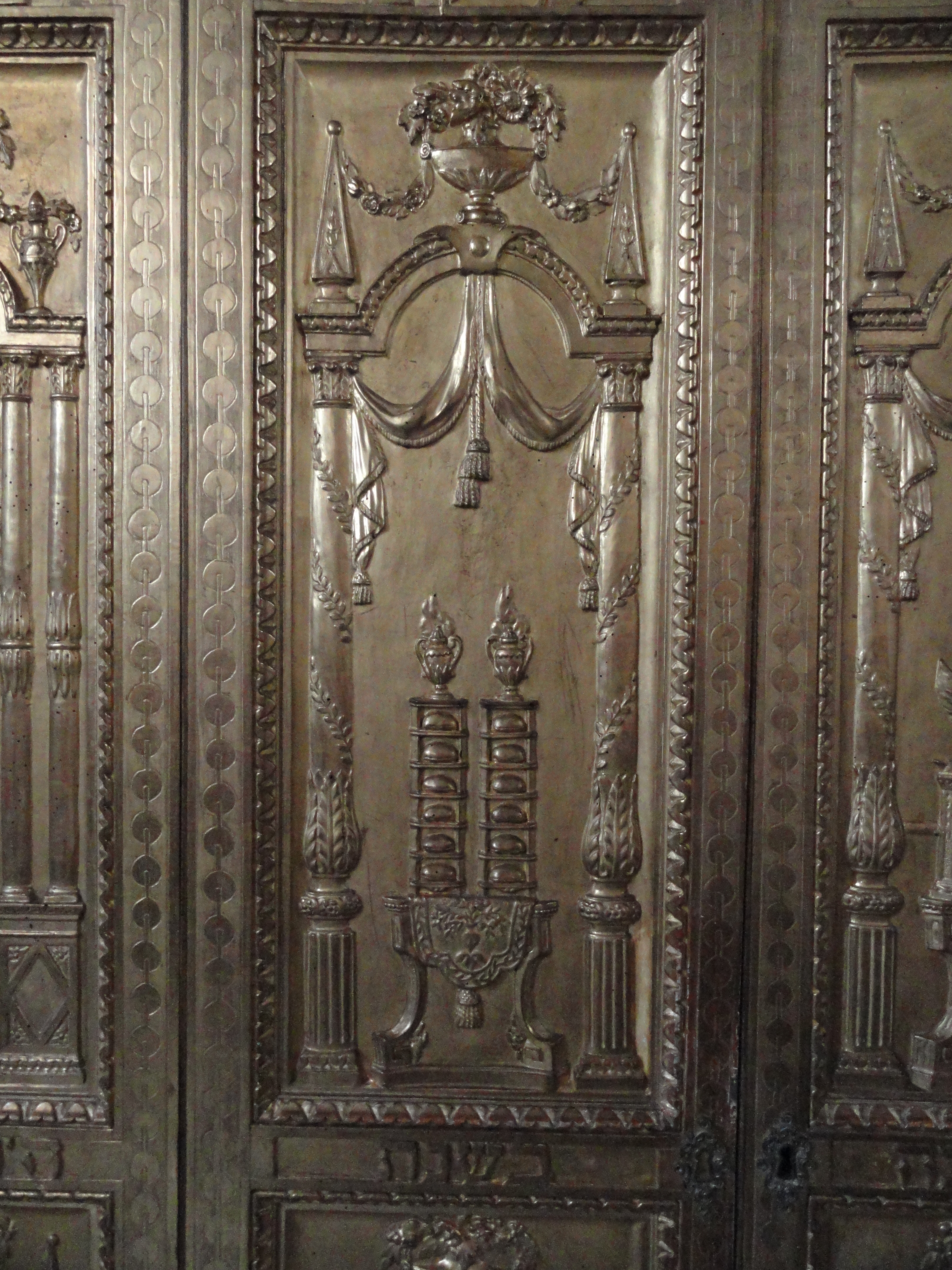
detalle del arca santa
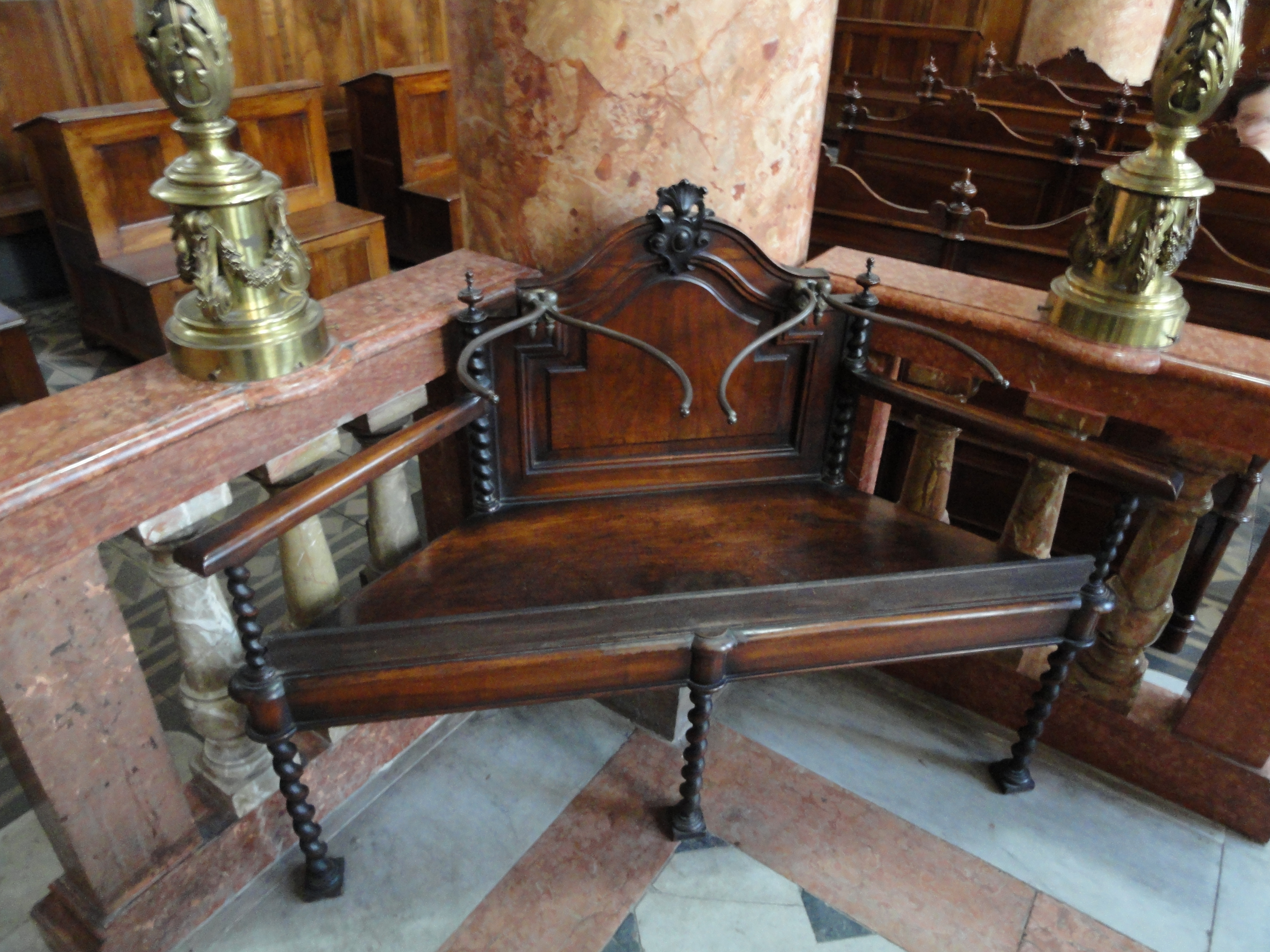
bancos para depositar los rollos de la Ley
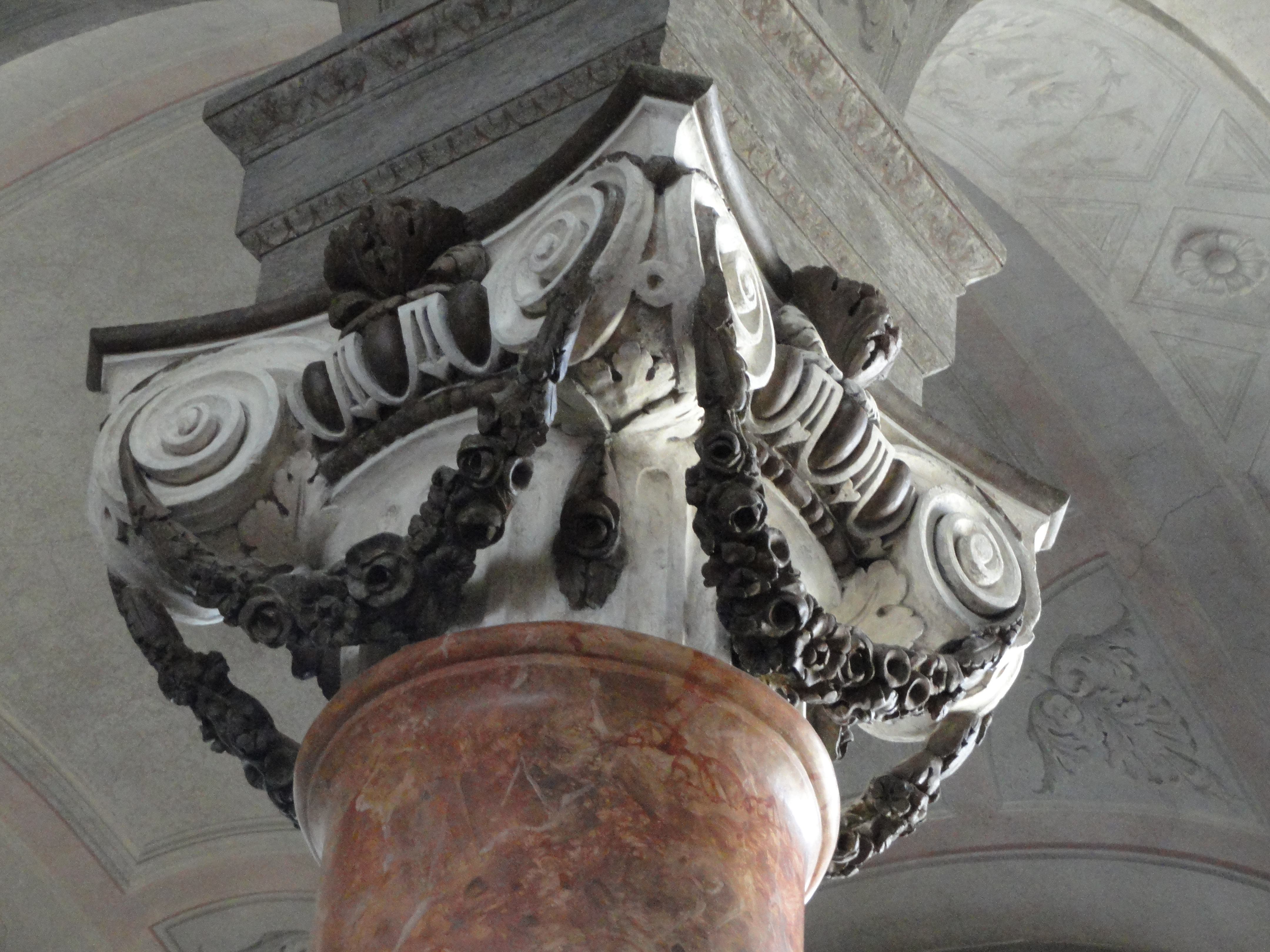
Uno de los capiteles

## El Museo
En el local que fue templo de invierno, se puede visitar un pequeño pero importante museo, donde se exhiben objetos litúrgicos, rituales y diversos testimonios de la presencia judía en Asti. Entre los objetos recordamos:
- La ''Janukiá'', candelabro con ocho luces más un noveno, conocido como shamash ("siervo"), se usa para encender los demás;
- El ''Shofar'', cuerno de carnero tocado en algunas solemnidades;
- El ''Ner tamid'', lámpara de plata en relieve;
- El ''Tevah'', podio o atril en madera incrustado, donde se leen los rollos de la Torà.

Para el reconocimiento del museo dirigirse en Palacio Mazzetti (Corrido Alfieri, 357).

## El rito astigiano, o rito Appam
Este término deriva de las iniciales de Asti, Fossano (en hebreo la " f " se indica con la "p") y Moncalvo, las tres comunidades que siguieron este rito.Es esencialmente una combinación del rito alemán y el antiguo rito francés, que se extinguió en Francia tras la expulsión de los judíos en 1394.
La diferenciación está principalmente en las combinaciones poéticas (selichot, o poemas penitenciales, y kinot o elegías), en las composiciones litúrgicas rítmicas insertadas en las Dieciocho Bendiciones (kerovot), o en el "orden de culto" (sèder ha-avoda), descripción poética de las ceremonias del Yom Kipur.
El rito Appam tenía sus propias melodías, recopiladas y grabadas por Leo Levi para el Instituto de Música Popular de la Academia Santa Cecilia, en 1955 .